# Lac Dana
Lac Dana är en sjö i Kanada.   Den ligger i regionen Nord-du-Québec och provinsen Québec, i den östra delen av landet, 600 km norr om huvudstaden Ottawa. Lac Dana ligger 239 meter över havet. Den ligger vid sjön Lac Ashimwakw.
Trakten runt Lac Dana är nära nog obefolkad, med mindre än två invånare per kvadratkilometer.